# Szilvási József (labdarúgó)
Szilvási József, románul Iosif Slivăț (Lugos, 1915. február 19. –) román válogatott magyar labdarúgó, hátvéd.

## Pályafutása

### Klubcsapatokban
Szilvási pályafutása során 99 mérkőzésen szerepelt a román élvonalban, háromszoros román bajnok (1935, 1947, 1948). Romániában szerepelt a Ripensia Timișoara, Olimpia Satu Mare, AMEF Arad, Rapid București és az UTA Arad csapataiban. 1941 és 1942 között tizenhat mérkőzésen lépett pályára a magyar bajnokságban a Gamma FC színeiben.

### A válogatottban
1939 és 1940 között háromszor lépett pályára a román válogatottban.

#### Mérkőzései a román válogatottban
| Románia | Románia              | Románia   | Románia     | Románia  | Románia     | Románia    | Románia | Románia |
| #       | Dátum                | Helyszín  | Hazai       | Eredmény | Vendég      | Kiírás     | Gólok   | Esemény |
| ------- | -------------------- | --------- | ----------- | -------- | ----------- | ---------- | ------- | ------- |
| 1.      | 1939. június 11.     | Bukarest  | Románia     | 0 – 1    | Olaszország | barátságos | -       |         |
| 2.      | 1940. július 14.     | Frankfurt | Németország | 9 – 3    | Románia     | barátságos | -       |         |
| 3.      | 1940. szeptember 22. | Belgrád   | Jugoszlávia | 1 – 2    | Románia     | Duna-kupa  | -       |         |
|         | Összesen             |           |             | 3        | mérkőzés    |            | 0       | gól     |

## Sikerei, díjai

### Játékosként
- Román bajnokság
  - bajnok: 1934–35, 1946–47, 1947–48
- Román kupa
  - győztes: 1940